# Värdshuset Jamaica
Värdshuset Jamaica (originaltitel: Jamaica Inn) är en brittisk film från 1939 i regi av Alfred Hitchcock. Den är baserad på Daphne du Mauriers roman från 1936 med samma namn. Det är den första av tre du Maurier-verk som Hitchcock filmatiserade (de andra två är romanen Rebecca och novellen Fåglarna). Huvudrollerna spelas av Charles Laughton och Maureen O'Hara, i hennes första stora filmroll. Det är den sista filmen Hitchcock gjorde i Storbritannien innan han flyttade till USA.
Filmen utspelar sig i Cornwall år 1819. Det verkliga Jamaica Inn existerar fortfarande, och är en pub i utkanten av Bodmin Moor.

## Rollista i urval
- Charles Laughton – Sir Humphrey Pengallan
- Leslie Banks – Joss Merlyn
- Maureen O'Hara – Mary Yellen
- Robert Newton – James 'Jem' Traherne
- Marie Ney – Patience Merlyn
- Horace Hodges – Butler (Chadwick)
- Hay Petrie – Groom
- Frederick Piper – Agent
- Herbert Lomas – hyresgäst
- Clare Greet – hyresgäst
- William Devlin – hyresgäst
- Emlyn Williams – Harry the Pedlar
- Jeanne de Casalis – Sir Humphreys vän
- Mabel Terry-Lewis – Lady Beston
- A. Bromley Davenport – Ringwood
- George Curzon – Kapten Murray
- Basil Radford – Lord George